# Imperial (California)
Imperial è una città degli Stati Uniti d'America, situata in California, nella contea di Imperial.